# Konrad von Jungingen
Konrad von Jungingen (Jungingen, 1355 circa – Marienburg, 30 marzo 1407) è stato il venticinquesimo Gran maestro dell'Ordine teutonico dal 1393 fino alla sua morte.

## Biografia
Nato a Jungingen, nella Germania del sud-est, Konrad fu il fratello maggiore di Ulrich von Jungingen, che sarà il suo successore come Gran Maestro dell'Ordine Teutonico.
Sotto il governo di Konrad, un'invasione armata, conquistò l'isola di Gotland nel 1398, distruggendo alcune parti di Visby, e cacciando la confraternita dei Fratelli Vitaliani dal Gotland e dal Mar Baltico. Lo Stato Monastico dei Cavalieri Teutonici in Prussia raggiunse così l'acme del proprio potere sotto la guida di Konrad.
Konrad morì al Castello di Marienburg e lì venne sepolto.